# 二階堂行有
二階堂 行有（にかいどう ゆきあり）は、鎌倉時代前期から中期かけての武士。鎌倉幕府評定衆。

## 略歴
承久2年（1220年）、二階堂行義の次男として誕生。
吾妻鏡の記述によれば、正嘉2年（1258年）までには検非違使となっていた。4代将軍・藤原頼経、5代将軍・藤原頼嗣、6代将軍・宗尊親王ら、京都から推戴された将軍に近習として仕え活躍し、鶴岡八幡宮の参詣、方違、放生会などに供奉人として参与した。頼嗣が将軍職を更迭され、京都へ帰還する際には路次奉行を勤めた。武芸にも堪能で、流鏑馬の射手や勝長寺院の寺門守護を担当した。
文永2年（1265年）に引付衆、文永7年（1270年）には評定衆に列せられる。また、同年剃髪して道証と号した。文永9年（1272年）には安堵奉行に任命されている。
正応5年（1292年）、死去。